# Joel Melasniemi
Joel Melasniemi (1975. január 19. –) finn zenész, gitáros, grafikus és zeneszerző. 

## Pályafutása
Korábban a finn Ultra Bra nevű zenekarban játszott, napjainkban a Scandinavian Music Group együttes alapító tagja és gitárosa. Az együttes legtöbb dalát ő szerezte. Melasniemi a helsinki Képzőművészeti Főiskolán tanult, 1994-ben a Kemiben lévő képregényközpont által szervezett képregényrajzolói versenyt meg is nyerte.

## Magánélete
Melasniemi Helsinkiben lakik, egyik hobbija a bendzsózás. Korábban együttesének egyik tagjával, Terhi Kokkonennel járt sokáig. Szülei színészek, anyja Kristiina Halkola, apja Eero Melasniemi. Nővére, Vilma Melasniemi is színész.

## Fordítás
- Ez a szócikk részben vagy egészben  a   Joel Melasniemi című finn Wikipédia-szócikk ezen változatának fordításán alapul.  Az eredeti cikk szerkesztőit annak laptörténete sorolja fel. Ez a jelzés csupán a megfogalmazás eredetét és a szerzői jogokat jelzi, nem szolgál a cikkben szereplő információk forrásmegjelöléseként.